# Рабский торт
Рабский торт (хорв. Rapska Torta) — традиционный хорватский торт, который берет свое начало на Адриатическом острове Раб. Его основные ингредиенты — миндаль и ликер Мараскин. По традиции торт выпекают в форме спирали, хотя сегодня популярны несколько форм.

## История
Согласно легенде, этот торт впервые подали в 1177 году Папе Александру III, когда он освятил Успенский собор на Рабе. По этому случаю торт приготовили монахини из монастыря Святого Антония, а затем бенедиктинцы из монастыря Святого Андрея.
Торт Раб стал деликатесом для богатых семей и аристократов, живших на острове Раб во времена, когда Раб был частью Венецианской республики. Сегодня торт Раб готовят только для торжественных случаев, таких как свадьба, крестины и т. д. Это также очень популярный сувенир, поскольку его срок годности составляет около двух месяцев.
Раньше торт предназначался только для сановников и состоятельных горожан, потому что он был чрезвычайно дорогим, потому что на него уходил килограмм очищенного миндаля.
Торт Раб был изображен на почтовой марке Хорватской почты 8,60 хорватской куны, выпущенной в июле 2020 года.